# چاه گزی (مهر)
چاه گزی (مهر)، روستایی از توابع بخش وراوی شهرستان مهر در استان فارس ایران است.

## جمعیت
این روستا در دهستان خوزی قرار دارد و براساس سرشماری مرکز آمار ایران در سال ۱۳۸۵، جمعیت آن ۴۹۸ نفر (۱۰۱خانوار) بوده‌است.